# Portada/article novembre 13

## Guineu grisa de les illes Santa Bàrbara
La guineu grisa de les illes Santa Bàrbara (Urocyon littoralis) és una petita guineu endèmica de sis de les vuit illes Santa Bàrbara de Califòrnia. És la segona espècie de guineu més petita dels Estats Units. Hi ha sis subespècies d'aquesta guineu, cadascuna d'elles única a l'illa en què viu, reflectint-ne la història evolutiva.